# Simulium empascae
Simulium empascae är en tvåvingeart som beskrevs av Py-daniel och Moreira 1988. Simulium empascae ingår i släktet Simulium och familjen knott. Inga underarter finns listade i Catalogue of Life.